# Бейсайд (Новая Шотландия)
Бейсайд (анг. Bayside) — небольшая прибрежная сельская община в районном муниципалитете Галифакс, Новая Шотландия, Канада. Находится примерно в 19 километрах (12 милях) от Галифакса. Располагается на берегу залива Шад (анг. Shad Bay) в Атлантическом океане. Община находится на Проспекте Роуд (Трасса 333), который проходит по полуострову Чебукто.
Бейсайд граничит с тремя общинами: Блайнд-Бэй (анг. Blind Bay) на западе, Глен-Маргарет (анг. Glen Margaret) на севере и Шад-Бэй (анг. Shad Bay) на востоке. Часть границ проходит по водным поверхностям. Так, юго-восточная граница с Шад-Бэй проходит по прудам Аппер и Лоуд (анг. Upper Pound и анг. Lower Pound соответственно) и реке Найн-Майл (анг. Nine Mile River), соединяющей пруды с заливом Шад. На северо-востоке граница между общинами Бейсайд, Глен-Маргарет и Шад-Бэй проходит по озёрам Твиддлинг (анг. Twiddling Lakes). К северо-западу граница с Глен-Маргарет проходит по озёрам Мурс (анг. Moores Lake), Биг-Файв-Бридж (анг. Big Five Bridge Lake), а также соединяющем их каналу Фоксес-Кросс (анг. Foxes Cross). На северо-западе граница между Глен-Маргарет, Бейсайдом и Блайнд-Бэй проходит по поверхности пруда Аппер-Траут (анг. Upper Trout Pond). Граница между двумя последними на юго-западе проходит также по озеру Уэлш (анг. Welsh Lake). 
В административные границы общины также входят ряд островов в заливе Шад, три из которых имеют названия: остров Кокранс (анг. Cochrans Island), остров Хен (анг. Hen Island) и остров Терф (анг. Turf Island). 
В границах общины расположено поле для гольфа под названием Гранит Спрингс (анг. Granite Springs). Также действует баптистская церковь.